# Redykajny
Redykajny (niem. Redigkainen) – wieś w Polsce na Warmii położona w województwie warmińsko-mazurskim, w powiecie olsztyńskim, w gminie Dywity, nad jeziorem o tej samej nazwie. W latach 1975–1998 miejscowość administracyjnie należała do województwa olsztyńskiego.
Wieś warmińska, leżąca nad jeziorem Redykajny oraz w sąsiedztwie doliny rzeki Łyny, na północny zachód od Olsztyna (w sąsiedztwie dzielnicy Redykajny). Część dawnej wsi Redykajny obecnie znajduje się w granicach miasta Olsztyn.

## Historia
Wieś założona na miejscu dawnej osady Prusów. Nazwa wsi wywodzi się z języka staropruskiego (pierwotna nazwa Raynkaym odnosi się do dworu-zagrody: kaym, pierwszy człon odosobowy – można byłoby więc tłumaczyć jako zagroda Raina/Raine, zagroda należąca do Prusa o imieniu Rayn/Raine). Nazwa wsi w dokumentach zapisywana była jako Raynkaym (1363), Redecaim (1521), Radikaim (1615), Radkeim (1656), Redikaim (1658), Redigkainen (od 1673 do 1945 r.). Polska nazwa Redykajny pojawia się w 1879 r. Akt lokacyjny dla wsi wystawiła kapituła warmińska, prawdopodobnie już w 1348 r. Lokowanie wsi na prawie chełmińskim odbyło się 22 lipca 1363 r., kiedy to Prusowi Sormentowi nadano 23 włóki. W 1785 r. we wsi było 13 domów. W XIX w. była to wieś polska (z ludnością polską).
W 1993 r. w Redykajnach mieszkały 93 osoby. W 2011 r. we wsi zbudowano asfaltową drogę.